# Do Ḩeşārān
Do Ḩeşārān (persiska: Doḩeşārān, دو حصاران, Deh Sarūn) är en ort i Iran.   Den ligger i provinsen Khorasan, i den östra delen av landet, 700 km öster om huvudstaden Teheran. Do Ḩeşārān ligger 1 314 meter över havet och antalet invånare är 872.
Terrängen runt Do Ḩeşārān är platt. Runt Do Ḩeşārān är det mycket glesbefolkat, med 5 invånare per kvadratkilometer. Närmaste större samhälle är Āyask, 11,9 km nordost om Do Ḩeşārān. Trakten runt Do Ḩeşārān är ofruktbar med lite eller ingen växtlighet.